# Napoleone Giovanni Fiumi
Napoleone Giovanni Fiumi (Londra, 1898 – Trieste, 1948) è stato un pittore italiano.

## Biografia
Di famiglia genovese, si formò sostanzialmente da autodidatta, pur frequentando a Londra lo studio di Gwelo Goodman e in Italia quello di Vanni Rossi. 
La ricca carriera espositiva toccò le Biennali di Brera, le Biennali veneziane, le esposizioni della Permanente, il Salon parigino del 1929 e, sempre nella capitale francese, l'Esposizione Universale del 1937. Ordinò personali alla Galleria Pesaro. 
Fu inoltre attivo come corrispondente in Italia della rivista The Studio.

## Opere
Fu pittore prevalentemente paesaggista, ma praticò pure il ritratto, l'incisione e l'illustrazione. Pur legato a stilemi tardo-ottocenteschi, sentì l'influenza di Novecento.
N G Fiumi Presenta JUAN BERRONE Milano Modiano 1932